# Жуків (Курська область)
Жуків (рос. Жуков) — хутір в Хомутовському районі Курської області Російської Федерації.
Населення становить 13 осіб. Входить до складу муніципального утворення Романовська сільрада.

## Історія
Населений пункт розташований на території українського етнічного та культурного краю Східна Слобожанщина.
Від 2004 року входить до складу муніципального утворення Романовська сільрада.

## Населення
| 2002 | 2010 |
| ---- | ---- |
| 17   | ↘13  |